# Platja dels Morts
La platja dels Morts és una platja urbana del municipi de Colera (Alt Empordà) situada a la badia de Colera, al nucli urbà, limitada al nord per la platja d'en Goixa, i al sud per la platja de les Portes i el Port de Colera. Té una longitud de 154,7 m i una amplada mitjana de 38,6 m, de sorra, grava i còdols. Disposa de tots els serveis habituals en una platja urbana. Hi ha una guingueta a la mateixa platja i nombrosos restaurants al passeig marítim situat a pocs metres cap a la dreta.
El nom de la platja és degut al fet que el veí poble de Portbou no va tenir cementiri fins al 1900, i portaven els morts per mar fins aquesta platja, per enterrar-los a Colera.
L'Agència Catalana de l'Aigua efectua un control setmanal de la qualitat de l'aigua, durant la temporada de bany, amb el resultat d'excel·lent.
A l'extrem nord, al límit amb la platja d'en Goixa, davant de l'estació de ferrocarril, hi ha un monticle rocallós sobre el qual hi ha el conjunt escultòric Art Parc de l'artista local Joan Padern. A l'extrem sud, hi ha un búnquer de la Guerra Civil espanyola, camuflat sota les cases.
El poeta Joan Margarit va dedicar a aquesta platja el poema 'Platja dels morts (Colera)'.